# Neomyrina nivea
Neomyrina nivea е вид пеперуда от семейство Синевки (Lycaenidae). Видът не е застрашен от изчезване.

## Разпространение
Разпространен е в Индонезия (Суматра), Малайзия (Западна Малайзия), Мианмар и Тайланд.